# Zoltán Zelk
Zoltán Zelk (n. 18 decembrie 1906, Valea lui Mihai– d. 23 aprilie 1981, Budapesta) este un scriitor maghiar.